# Eröffnungsphase
Unter der Eröffnungsphase versteht man die Zeit vom Beginn regelmäßiger, muttermundwirksamer Wehen bis zur vollständigen Eröffnung des Muttermundes auf einen Durchmesser von zehn Zentimetern, der das Durchschieben des kindlichen Kopfes durch den Gebärmutterhals in die Vagina erlaubt.
Die Eröffnungsphase wird in Latenzphase und aktive Eröffnungsphase unterteilt.

## Ablauf

Geburtssequenzen einer vorderen Hinterhauptslage, die man 92–93 % der Fälle der ausgetragenen Schwangerschaften findet. In der ersten Reihe der Abbildungen findet sich die Eröffnungsphase dargestellt, mit der Dilatation des Muttermunde.

Die Latenzphase beginnt mit dem Auftreten von Vorwehen. Vorwehen sind Kontraktionen der Gebärmutter, die bezüglich Frequenz, Dauer und Stärke unregelmäßig sind. Sie bewirken, dass der vorangehende Teil des Kindes tiefer ins mütterliche Becken eintritt, der Gebärmutterhals sich verkürzt, der Muttermund weicher wird und sich bis auf zwei bis drei Zentimeter eröffnet. Typisch für Vorwehen ist, dass sie lageabhängig sind und beim Liegen oder während eines Entspannungsbades eher nachlassen oder sogar aufhören.
Die aktive Eröffnungsphase beginnt, wenn der Muttermund zwei bis drei Zentimeter eröffnet ist und die Wehen zunehmend stärker und länger werden. Die Pausen zwischen den Wehen werden kürzer und die Kontraktionen erfolgen in regelmäßigem Rhythmus im Abstand von 3 bis 5 Minuten. Die Wehendauer beträgt etwa 60 bis 90 Sekunden. Durch die Eröffnungswehen wird das Kind tiefer geschoben und durch den Druck des vorangehenden Teils der Muttermund erweitert. Bei zehn Zentimetern ist der Muttermund vollständig eröffnet.
Die Eröffnungsphase ist die längste Phase der Geburt und dauert im Durchschnitt 10 bis 12 Stunden bei einer Erstgebärenden und 2 bis 6 Stunden bei Mehrgebärenden. Die Unterschiede sind allerdings beträchtlich. Auch bei Erstgebärenden kann es in sehr seltenen Fällen zu einer überstürzten Geburt kommen, wobei die Eröffnungsphase jedoch länger ist, als sie von der Frau subjektiv wahrgenommen wird.